# Эксперт РА
«Эксперт РА» — российское и международное кредитное рейтинговое агентство, включенное в реестр кредитных рейтинговых агентств Банка России. 
Занимается присвоением рейтингов (в том числе — с 2019 года — ESG-рейтингов), а также исследовательско-коммуникационной деятельностью. «Эксперт РА» также осуществляет международную деятельность и присваивает рейтинги банкам и компаниям, находящимся вне российской юрисдикции. В частности, агентство присваивает рейтинги по международной и национальной шкале для Республики Казахстан (рейтинги официально признаны 
АРРФР - Агентством Республики Казахстан по регулированию и развитию финансового рынка), а также рейтинги по международной и национальной шкале для Республики Беларусь. 
Агентство является российским партнером китайских рейтинговых агентств CCXI (англ. China Chengxin International)  и CCX Green Finance.
Рейтинговые оценки агентства «Эксперт РА», в том числе, влияют на допуск финансовых организаций (банков, страховщиков, пенсионных фондов) и эмитентов к тем или иным видам деятельности.

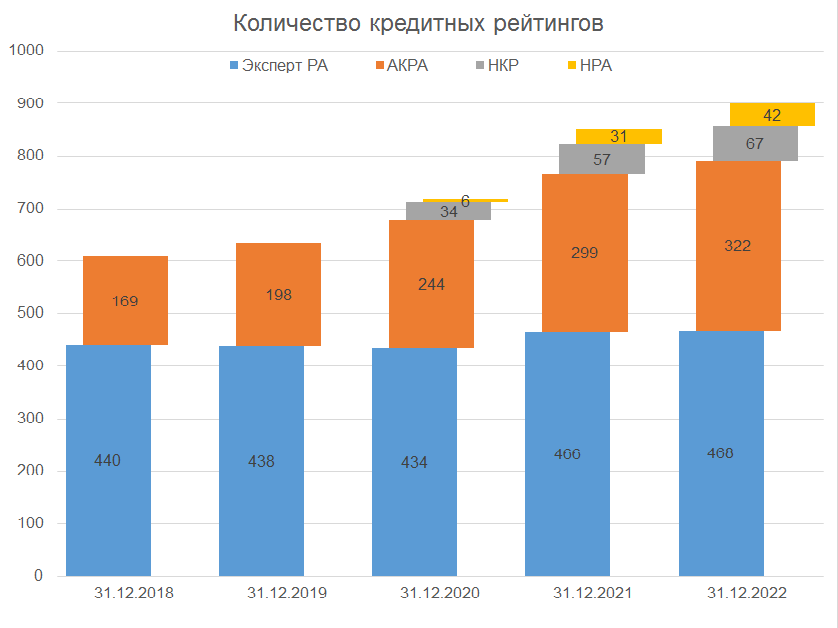
Количество кредитных рейтингов у российских рейтинговых агентств, по годам (данные Банка России)

В обзоре деятельности российских рейтинговых агентств, выпущенном Банком России, «Эксперт РА» занимал по итогам 2022 года первое место по общему количеству присвоенных рейтингов (468 или 52 % рынка), по числу рейтингов зелёных и социальных облигаций (12 и 11 соответственно), а также первое место по числу присвоенных ESG рейтингов (12). «Эксперт РА» лидировал также по числу утверждённых рейтинговых методологий (20 из 22 вошедших в сравнительную таблицу в обзоре Банка России).

## История
| Год  | Наиболее существенные события |
| ---- | --- |
| 1995 | Присвоены первые рейтинги на базе журнала «Эксперт». |
| 1997 | Создание рейтингового агентства «Эксперт РА». |
| 2001 | Рейтинги «Эксперт РА» включены в деловой оборот. Агентство получает аккредитации при биржах и профобъединениях. |
| 2010 | «Эксперт РА» получает аккредитацию Министерства Финансов РФ. |
| 2016 | Банк России включает «Эксперт РА» в реестр аккредитованных агентств. |
| 2017 | Совет директоров агентства возглавил президент ВСС Игорь Юргенс. Изменена рейтинговая шкала, введено 21 градаций в рейтинговой системе. |
| 2018 | Заключён меморандум о стратегическом партнерстве с китайским рейтинговым агентством CCXI. |
| 2019 | Создана компания ООО «Эксперт Бизнес-Решения» для поддержки аналитических продуктов, не связанных с рейтинговой деятельностью. Газета «Ведомости» реализует совместно с «Эксперт РА» проект «Время перемен: 1999—2019» — цикл публикаций об истории различных отраслей экономики России за два десятилетия. «Эксперт РА» утвердило методологию присвоения рейтингов ESG и начало присваивать оценки соответствия внутренней политики и деятельности компаний принципам устойчивого развития. |
| 2020 | Подписано соглашение с группой «Интерфакс» о распространении информации о присвоенных агентством «Эксперт РА» кредитных рейтингах эмитентов и эмиссий через платформу RU Data. Международная ассоциация рынков капитала (ICMA) включила «Эксперт РА» в перечень независимых верификаторов зелёных и социальных облигаций. |
| 2021 | Агентство присвоило ESG-рейтинги первым шести компаниям. «Эксперт РА» присоединилось к глобальной инициативе «Принципы ответственного инвестирования» (Principles for Responsible Investment, PRI) в качестве провайдера профессиональных услуг. |
| 2022 | Марина Чекурова заменила Сергея Тищенко на посту генерального директора и председателя правления. Запущен проект Expert Pages — сервис для корпораций с обширной базой данных о компаниях российского бизнеса, созданной на основе сведений, полученных от клиентов агентства. Позиционируется как «Информационная площадка устойчивых компаний России» |
| 2023 | Подписан меморандум с китайским рейтинговым агентством CCX Green Finance о сотрудничестве в области устойчивого развития . |
| 2024 | «Эксперт РА» стало вторым российским рейтинговым агентством, чьи рейтинги признаны финансовым регулятором Казахстана. |
| 2025 | Рейтинги «Эксперт РА» стали признаваться страховым регулятором Узбекистана для перестраховочных операций национальных страховщиков. |

## Основные направления деятельности
- присвоение кредитных рейтингов частным компаниям и банкам (в рейтинг-листах агентства на 1 июля 2020 года более 500 компаний[31]);
- присвоение кредитных рейтингов регионам и муниципальным образованиям;
- проведение исследований в банковской сфере, рынков лизинга, факторинга, страхования, МФО, НПФ и т. п. (более 50 исследований и отраслевых обзоров публикуется агентством ежегодно);
- составление рэнкингов компаний в разных отраслях (НПФ, страховые компании, банки, лизинговые компании, МФО, факторинговые компании, инвестиционные компании, управляющие компании и др.);
- поддержка и развитие ESG-направления;
- участие в работе экспертных советов и рабочих групп[32][33];
- проведение мероприятий деловой направленности.

## Структура акционеров
С 2014 года между Дмитрием Гришанковым и Валерием Фадеевым (главным редактором журнала «Эксперт») началось судебное разбирательство, в декабре 2015 года долю медиахолдинга «Эксперт» в рейтинговом агентстве «Эксперт РА» (24,5 %) выкупил владелец UC Rusal Олег Дерипаска. На тот момент 49,5 % акций агентства владели структуры ВЭБа (инвесткомпания «ВЭБ капитал» — 20 %, банк «Глобэкс» — 29,5 %), ещё 26 % принадлежали Дмитрию Гришанкову.
К 2017 году 30 % «Эксперт РА» владел «ВЕЛ-Инвест» (собственниками были директор по развитию «Русала» Олег Мухамедшин и заместитель гендиректора «Базового элемента» Игорь Макаров), Дмитрий Гришанков имел 26 %, по 9,9 % контролировали «Ингосстрах» (через «Аквамарин»), «Аркада» (принадлежащая Олегу Дерипаске), «Россиум» и «Открытие Холдинг».
В июле 2019 года банк «Траст» стал владельцем 9,9 % акций рейтингового агентства «Эксперт РА». Ранее такая доля принадлежала «Открытие холдингу».
По состоянию на 31 декабря 2019 года структура акционеров АО «Эксперт РА»:
| Наименование акционера                | Доля принадлежащих акций в уставном капитале, % |
| ------------------------------------- | ----------------------------------------------- |
| АО «Инвестиционная компания „Регион“» | 6,90                                            |
| АКБ «Пересвет» (ПАО)                  | 4,20                                            |
| ООО «Аквамарин»                       | 9,99                                            |
| ООО «ВЕЛ-Инвест»                      | 30,00                                           |
| ООО «Генерация»                       | 9,99                                            |
| ООО «Концерн „Россиум“»               | 9,90                                            |
| ООО «Логос»                           | 16,10                                           |
| ООО «Регион Траст»                    | 3,00                                            |
| Макаров Игорь Валентинович            | 9,90                                            |

## Руководство
Органы управления «Эксперт РА» включают в себя совет директоров и правление.
Председателем совета директоров в 2017 году стал занимавший пост президента Всероссийского союза страховщиков Игорь Юргенс.
Правление возглавляет председатель, генеральный директор агентства Марина Чекурова

## Рейтинговая шкала
Национальная рейтинговая шкала «Эксперт РА» для Российской Федерации, действующая с 10 апреля 2017 года
| Категория | Уровень | Определение |
| --------- | ------- | --- |
| AAA       | ruAAA   | Объект рейтинга характеризуется максимальным уровнем кредитоспособности/финансовой надежности/финансовой устойчивости. Наивысший уровень кредитоспособности/финансовой надежности/финансовой устойчивости по национальной шкале для Российской Федерации, по мнению Агентства. |
| AA        | ruAA+   | Высокий уровень кредитоспособности/финансовой надежности/финансовой устойчивости по сравнению с другими объектами рейтинга в Российской Федерации, который лишь незначительно ниже, чем у объектов рейтинга в рейтинговой категории ruAAA. |
| AA        | ruAA    | Высокий уровень кредитоспособности/финансовой надежности/финансовой устойчивости по сравнению с другими объектами рейтинга в Российской Федерации, который лишь незначительно ниже, чем у объектов рейтинга в рейтинговой категории ruAAA. |
| AA        | ruAA-   | Высокий уровень кредитоспособности/финансовой надежности/финансовой устойчивости по сравнению с другими объектами рейтинга в Российской Федерации, который лишь незначительно ниже, чем у объектов рейтинга в рейтинговой категории ruAAA. |
| A         | ruA+    | Умеренно высокий уровень кредитоспособности/финансовой надежности/финансовой устойчивости по сравнению с другими объектами рейтинга в Российской Федерации, однако присутствует некоторая чувствительность к воздействию негативных изменений экономической конъюнктуры. |
| A         | ruA     | Умеренно высокий уровень кредитоспособности/финансовой надежности/финансовой устойчивости по сравнению с другими объектами рейтинга в Российской Федерации, однако присутствует некоторая чувствительность к воздействию негативных изменений экономической конъюнктуры. |
| A         | ruA-    | Умеренно высокий уровень кредитоспособности/финансовой надежности/финансовой устойчивости по сравнению с другими объектами рейтинга в Российской Федерации, однако присутствует некоторая чувствительность к воздействию негативных изменений экономической конъюнктуры. |
| BBB       | ruBBB+  | Умеренный уровень кредитоспособности/финансовой надежности/финансовой устойчивости по сравнению с другими объектами рейтинга в Российской Федерации, при этом присутствует более высокая чувствительность к воздействию негативных изменений экономической конъюнктуры, чем у объектов рейтинга в рейтинговой категории ruA.                                                                            |
| BBB       | ruBBB   | Умеренный уровень кредитоспособности/финансовой надежности/финансовой устойчивости по сравнению с другими объектами рейтинга в Российской Федерации, при этом присутствует более высокая чувствительность к воздействию негативных изменений экономической конъюнктуры, чем у объектов рейтинга в рейтинговой категории ruA.                                                                            |
| BBB       | ruBBB-  | Умеренный уровень кредитоспособности/финансовой надежности/финансовой устойчивости по сравнению с другими объектами рейтинга в Российской Федерации, при этом присутствует более высокая чувствительность к воздействию негативных изменений экономической конъюнктуры, чем у объектов рейтинга в рейтинговой категории ruA.                                                                            |
| BB        | ruBB+   | Умеренно низкий уровень кредитоспособности/финансовой надежности/финансовой устойчивости по сравнению с другими объектами рейтинга в Российской Федерации. Присутствует высокая чувствительность к воздействию негативных изменений экономической конъюнктуры. |
| BB        | ruBB    | Умеренно низкий уровень кредитоспособности/финансовой надежности/финансовой устойчивости по сравнению с другими объектами рейтинга в Российской Федерации. Присутствует высокая чувствительность к воздействию негативных изменений экономической конъюнктуры. |
| BB        | ruBB-   | Умеренно низкий уровень кредитоспособности/финансовой надежности/финансовой устойчивости по сравнению с другими объектами рейтинга в Российской Федерации. Присутствует высокая чувствительность к воздействию негативных изменений экономической конъюнктуры. |
| B         | ruB+    | Низкий уровень кредитоспособности/финансовой надежности/финансовой устойчивости по сравнению с другими объектами рейтинга в Российской Федерации. В настоящее время сохраняется возможность исполнения финансовых обязательств в срок и в полном объёме, однако при этом запас прочности ограничен. Способность выполнять обязательства является уязвимой в случае ухудшения экономической конъюнктуры. |
| B         | ruB     | Низкий уровень кредитоспособности/финансовой надежности/финансовой устойчивости по сравнению с другими объектами рейтинга в Российской Федерации. В настоящее время сохраняется возможность исполнения финансовых обязательств в срок и в полном объёме, однако при этом запас прочности ограничен. Способность выполнять обязательства является уязвимой в случае ухудшения экономической конъюнктуры. |
| B         | ruB-    | Низкий уровень кредитоспособности/финансовой надежности/финансовой устойчивости по сравнению с другими объектами рейтинга в Российской Федерации. В настоящее время сохраняется возможность исполнения финансовых обязательств в срок и в полном объёме, однако при этом запас прочности ограничен. Способность выполнять обязательства является уязвимой в случае ухудшения экономической конъюнктуры. |
| CCC       | ruCCC   | Очень низкий уровень кредитоспособности/финансовой надежности/финансовой устойчивости по сравнению с другими объектами рейтинга в Российской Федерации. Существует значительная вероятность невыполнения объектом рейтинга своих финансовых обязательств уже в краткосрочной перспективе. |
| CC        | ruCC    | Очень низкий уровень кредитоспособности/финансовой надежности/финансовой устойчивости по сравнению с другими объектами рейтинга в Российской Федерации. Существует повышенная вероятность невыполнения объектом рейтинга своих финансовых обязательств уже в краткосрочной перспективе. |
| C         | ruC     | Очень низкий уровень кредитоспособности/финансовой надежности/финансовой устойчивости по сравнению с другими объектами рейтинга в Российской Федерации. Существует очень высокая вероятность невыполнения объектом рейтинга своих финансовых обязательств уже в краткосрочной перспективе. Своевременное выполнение финансовых обязательств крайне маловероятно.                                        |
| RD        | ruRD    | Объект рейтинга находится под надзором органов государственного регулирования, которые могут определять приоритетность одних обязательств перед другими. При этом дефолт Агентством не зафиксирован. |
| D         | ruD     | Объект рейтинга находится в состоянии дефолта. |

Категория «RD» и уровень «ruRD» не применимы для долговых инструментов. 

## Рейтинговые методологии
Рейтинговое агентство «Эксперт РА» использует 20 методологий по присвоению кредитных рейтингов.
Рейтинги кредитоспособности:
1. Банки
2. Долговые инструменты
3. Региональные и муниципальные органы власти РФ
4. Нефинансовые компании
5. Холдинговые компании
6. Проектные компании
7. Лизинговые компании
8. Финансовые компании
9. Депозитарии
10. Структурированные финансовые продукты (5 методологий)
11. МФО
12. Факторинговые компании

Рейтинги финансовой надежности:
1. Страховые компании
2. Страховые компании, специализирующиеся на страховании жизни
3. Гарантийные покрытия
4. НПФ

12 методологий присвоения рейтингов кредитоспособности, финансовой надежности и кредитных рейтингов «Эксперт РА» признаны Банком России полностью соответствующими требованиям закона № 222-ФЗ.

## Устойчивое развитие
Помимо присвоения кредитных рейтингов «Эксперт РА» занимается оцениванием территорий, компаний и эмиссий ценных бумаг с точки зрения удовлетворения критериям устойчивого развития. С декабря 2019 года агентство присваивает рейтинги устойчивого развития. Среди них:
- Рейтинг экологической и социальной ответственности;
- Рейтинг качества управления[англ.];
- Green — верификация соответствия принципам зелёных облигаций ICMA (Green bonds second opinion)[44];
- Social — верификация соответствия принципам социальных облигаций ICMA (Social bonds second opinion)[44][45];
- Верификация соответствия принципам облигаций устойчивого развития ICMA (Sustainable bonds second opinion);
- Верификация соответствия руководству по финансированию перехода к низкоуглеродной экономике ICMA (Transition bonds second opinion).

На ноябрь 2023 года агентством было присвоено двадцать ESG-рейтингов, из них шестнадцать действовали (от «ESG-IV(b)» до «ESG-II(a)»), а ещё четыре рейтинга были отозваны.
В 2021 году агентство впервые представило рэнкинг ESG-прозрачности российских компаний и банков, который стал ежегодным. Агентство анализирует ESG-прозрачность по четырем ключевым направлениям: окружающая среда (E), общество (S), качество управления (G) и стандарты нефинансовой отчетности (St). Входящие в рэнкинг компании разделены на две категории. Первая – это финансовые компании, IT-компании, телекоммуникационные и медицинские: для них не оценивается раскрытие выбросов загрязняющих веществ в атмосферу, но анализируется раскрытие данных о выбросах парниковых газов, а также наличие информации об охране труда и производственной безопасности. Все прочие компании попадают во вторую категорию. ESG-информация раскрывается входящими в рэнкинг компаниями в разных видах– это  ESG-отчеты, годовые отчеты, Databook, отчеты о присвоенных рейтингах ESG и т.д., при этом «самые прозрачные» компании используют все эти форматы одновременно. 
В 2023 году аналитическая платформа Infragreen выпустила ежегодный доклад «ESG, декарбонизация и зеленые финансы России 2022», в котором большое внимание уделялось развитию ESG рейтингования в России. В нём отмечалось, что все рейтинговые агентства в 2022 году обновили методологии ESG рейтинга и был рассчитан очередной годовой импакт-рейтинг рейтинговых агентств. Первое место в импакт-рейтинге Infragreen за 2022 год заняло агентство «Эксперт РА», которое стало абсолютным лидером по числу ESG рейтингов, присвоенных в 2020-22 годах (14 рейтингов)
В июне 2023 года был подписан меморандум между «Эксперт РА» и рейтинговым агентством из КНР China Chengxin Green Finance Technology (Beijing) Co., Ltd (CCX Green Finance), предусматривающий сотрудничество в области устойчивого развития. В частности, стороны договорились об обмене опытом и методологиями в области присвоения ESG-рейтингов и рейтингов устойчивого развития.

### Рейтинговая шкала ESG
Рейтинговая шкала «Эксперт РА» по рейтингам ESG (введена в январе 2022 года).
| Рейтинговая категория | Уровень рейтинга | Определение |
| --------------------- | ---------------- | --- |
| ESG-I                 | ESG-I            | Наивысший по применяемой шкале уровень соблюдения интересов в области устойчивого развития при принятии ключевых решений.                                                                                                  |
| ESG-II                | ESG-II(a)        | Очень высокий уровень соблюдения интересов в области устойчивого развития при принятии ключевых решений. |
| ESG-II                | ESG-II(b)        | Очень высокий уровень соблюдения интересов в области устойчивого развития при принятии ключевых решений. |
| ESG-II                | ESG-II(c)        | Очень высокий уровень соблюдения интересов в области устойчивого развития при принятии ключевых решений. |
| ESG-III               | ESG-III(a)       | Высокий уровень соблюдения интересов в области устойчивого развития при принятии ключевых решений. |
| ESG-III               | ESG-III(b)       | Высокий уровень соблюдения интересов в области устойчивого развития при принятии ключевых решений. |
| ESG-III               | ESG-III(c)       | Высокий уровень соблюдения интересов в области устойчивого развития при принятии ключевых решений. |
| ESG-IV                | ESG-IV(a)        | Приемлемый уровень соблюдения интересов в области устойчивого развития при принятии ключевых решений. |
| ESG-IV                | ESG-IV(b)        | Приемлемый уровень соблюдения интересов в области устойчивого развития при принятии ключевых решений. |
| ESG-IV                | ESG-IV(c)        | Приемлемый уровень соблюдения интересов в области устойчивого развития при принятии ключевых решений. |
| ESG-V                 | ESG-V            | Принятие ключевых решений осуществляется без учёта интересов в области устойчивого развития. |
| ESG-W                 | ESG-W            | Зафиксирован случай значительного нарушения интересов в области устойчивого развития, связанный с деятельностью объекта рейтинга, однако необходима дополнительная информация для определения степени его ответственности. |

## Группа «Эксперт РА»
Помимо одноимённого рейтингового агентства — АО «Эксперт РА» — в группу компаний под общим брендом входит также ООО «Эксперт Бизнес-Решения». Эта компания оказывает сервисные и сопутствующие услуги рейтинговому агентству и его клиентам: управленческий консалтинг, риск-менеджмент, предоставление отраслевой аналитики, подготовка некредитных рейтингов (включая рейтинги ESG), организация аналитических мероприятий в партнерстве с АО «Эксперт РА».
Основными владельцами ООО «Эксперт Бизнес-Решения» на май 2021 года являлись Олег Мухамедшин (член совета директоров рейтингового агентства, директор по стратегии и финансовым рынкам «Русала», 53,4 %), Сергей Тищенко (26,7 %) и само АО «Эксперт РА» (19,9 %).